# Boeing Model 1
Boeing Model 1 — американский поплавковый гидросамолёт; первый самолёт, построенный компанией Boeing. Также известен под названием Boeing B&W. Аббревиатура образована от инициалов создателей: Boeing (Боинг) & Westervelt (Вестервельт).

## Разработка
Разработка Boeing Model 1 началась в конце 1915 года. Боинг и Вестервельт решили строить сразу два экземпляра. Один предполагалось продать, а другой — оставить в собственности компании. Гидропланы собирались на судостроительной верфи, приобретённой Боингом для строительства собственных яхт. Первый экземпляр, получивший имя «Bluebill», был построен к началу лета 1916.
Его первый полёт состоялся 29 июня 1916 года. Пилот Херб Мантер опоздал на испытания, и Уильяму Боингу пришлось поднимать самолёт в небо самостоятельно. В ноябре того же года Мантер смог поучаствовать в испытаниях второго экземпляра «Mallard».
К 50-летию компании Boeing была выпущена реплика  самолёта Model 1. Несмотря на аутентичный внешний вид, в техническую составляющую были внесены изменения. Для создания фюзеляжа был использован другой материал, были модернизированы органы управления и приборы, был использован более современный двигатель. Тем не менее, аэродинамические характеристики остались такими же, как у оригинала.

## Эксплуатация
Единственным покупателем и эксплуатантом Boeing B&W стала новозеландская компания Walsh Brothers & Dexter. Оба самолёта использовались в лётной школе для первоначальной подготовки пилотов. С 16 декабря 1919 года самолёты стали использоваться для перевозки почты. В 1924 флот компании был куплен правительством Новой Зеландии. Около года Боинги B&W находились на военно-морской базе в пригороде Окленда. Дальнейшая судьба самолётов доподлинно неизвестна.

## Конструкция
Фюзеляж и крылья были прямоугольными в сечении. Они были сделаны из дерева и обшиты льняным полотном. Размах нижнего крыла был на 2,5 метра меньше, чем верхнего. Элероны были только на верхнем крыле. Управлялся самолёт с помощью тросов.

## Лётно-технические характеристики
|                            |                 |
| Параметр                   | Показатель      |
| Длина, м                   | 9,5             |
| Размах крыла, м            | 15,85           |
| Площадь крыла, м²          | 53,88           |
| Двигатель                  | Hall-Scott A-5a |
| Тяга, л. с.                | 125             |
| Макс. скорость, км/ч       | 121             |
| Крейсерская скорость, км/ч | 108             |
| Дальность полёта, км       | 515             |
| Вес пустого, кг            | 953             |
| Макс. взлётный вес, кг     | 1270            |